# Spaltsaugrohr
Ein Spaltsaugrohr ist ein Bauteil bei Verbrennungsmotoren.
Das Spaltsaugrohr ist eine verbesserte Ansaugbrücke und sitzt auf der Frischluftseite eines meist aufgeladenen Ottomotors. Es sorgt in erster Linie für eine gleichmäßige Füllung in allen Zylindern des Motors.
Häufig führt hoher Ladedruck bei gewöhnlichen Ansaugbrücken zu unterschiedlicher Füllung der einzelnen Zylinder, da die einströmende Luft bestrebt ist, den Weg des geringsten Widerstands zu gehen. So kommt es beispielsweise beim Vierzylinder-Motor im ersten Zylinder zu einem zu mageren Gemisch (zu viel Luft, zu wenig Benzin), im vierten Zylinder hingegen zu einem zu fetten Gemisch (viel Benzin, zu wenig Luft). Dies führt beispielsweise dazu, dass der erste Zylinder früher abmagert und eher zum Klingeln neigt als der zweite Zylinder. 
Es wird angestrebt, in allen Zylindern eine möglichst gleichmäßige Füllung mit gleichem Luft-Benzin-Mischungsverhältnis und gleicher Gemischmasse zu erzielen. Dies ist Aufgabe des Spaltsaugrohrs.